# Gondenbrett
Gondenbrett là một đô thị ở huyện Bitburg-Prüm, trong bang Rheinland-Pfalz, phía tây nước Đức. Đô thị Gondenbrett có diện tích 23,05 km², dân số thời điểm ngày 30 tháng 6 năm 2006 là 509 người.